# Mont-Saint-Remy
 Mont-Saint-Remy  es una población y comuna francesa, en la región de Champaña-Ardenas, departamento de Ardenas, en el distrito de Vouziers y cantón de Machault.
Está integrada en la Communauté de communes de l'Argonne Ardennaise.
Se encuentra a orillas del río Retourne.
Entre 1828 y 1871 formó parte de Pauvres.

## Demografía
| 84 | 80 | 81 | 109 | ... | ... | ... | ... | ... | ... | ... | 123 | 110 | 116 | 102 | 112 | 101 | 89 | 95 | 94 | 102 | 84 | 72 | 75 | 80 | 73 | 59 | 62 | 69 | 62 | 45 | 37 | 52 |
| Para los censos de 1962 a 1999 la población legal corresponde a la población sin duplicidades (Fuente: INSEE [Consultar]) |    |    |     |     |     |     |     |     |     |     |     |     |     |     |     |     |    |    |    |     |    |    |    |    |    |    |    |    |    |    |    |    |